# 毛伯溫
毛伯温（1482年—1545年），字汝厲，號東塘，江西吉水人，明朝政治人物，同進士出身。正德戊辰進士，嘉靖朝官至兵部尚書。

## 生平

### 仕途多舛
毛伯温祖籍江南東道三衢（今浙江），宋初，其先在吉州为官，定居于吉水县。正德二年（1507年），毛伯温中江西乡试第三十七名举人，次年联捷戊辰科会试第一百八十九名，三甲三十四名进士，初任浙江绍兴府推官。正德六年（1511年），擢河南道监察御史，先后巡按福建、河南。
世宗登极，清理正德弊政，伯温上疏请斩宦官同党萧敬，中官屏气。嘉靖元年（1522年），任大理寺丞，升都察院右佥都御史，巡抚宁夏。因“李福达案”牵连，被削职归里。嘉靖十一年（1532年）九月，官复原职，理都察院事。次年，进左副都御史。不久又因赵府宗人祜椋讦攻而解官。

### 征討安南
嘉靖十五年（1536年）冬，礼部尚书夏言疏言安南多年不贡，请求出兵讨伐。于是推毛伯温为右都御史，与咸宁侯仇鸾协同治兵待命。毛伯温以父丧推辞，朝廷不许。次年五月到达京师，上呈方略六事。此事，安南世孙黎宁派遣陪臣郑惟僚等控诉莫登庸弑逆，请明廷兴师复仇。世宗疑其不实，下令暂缓出师，并敕两广、云南守臣核实后上报，而命伯温协理都察院事。御史何维柏疏请放伯温终制，世宗不许。伯温则引疾不出，直到守丧期满方才视事。
嘉靖十六年（1538年）冬，迁工部尚书。嘉靖十七年（1539年）春，黔国公沐朝辅等以莫登庸已上降表为由，请求宽免其罪，并批准入贡，廷议不可。于是改毛伯温兵部尚书兼右都御史，准备领兵南下。然而世宗以用兵事重，征讨之意并不坚决，特欲以威服之。朝论也多主不应兴师。朝制下发数月，两广总督侍郎张经称，须兵三十万，饷百六十万石。钦州知州林希元则极言登庸易取，请求即日出师。兵部尚书张瓒本即无所策划，于是又请廷议。世宗不悦，出师之事复止。命毛伯温仍协理都察院事。
此時，莫登庸害怕明廷征讨，数次上表请降。世宗本欲借此招抚，于是派侍郎黄绾招谕。黄绾多有要求，世宗怒，将其罢官，又下廷议，众臣皆言应该征讨。嘉靖十八年闰七月，世宗命毛伯温、仇鸾南征。毛伯温等到达广西，会同总督张经，总兵官安远侯柳珣，参政翁万达、张岳等议，征集两广、福建、湖广官兵十二万五千余人，分三哨，自凭祥、龙峒、思陵州入安南，以奇兵两支为声援，又檄云南巡抚汪文盛帅兵驻莲花滩，也分兵三路进军。部署方定，仇鸾因罪召还，以柳珣代替。嘉靖十九年秋，毛伯温等进驻南宁，将檄文发往安南。莫登庸大惧，请降。毛伯温承制受降，宣天子恩威，纳其图籍。回报京师，世宗非常满意，诏改安南国为安南都统使司，以莫登庸为都统使，世袭。毛伯温受命一年有余，不发一箭即平定安南，论功加太子太保。

### 整飭邊防

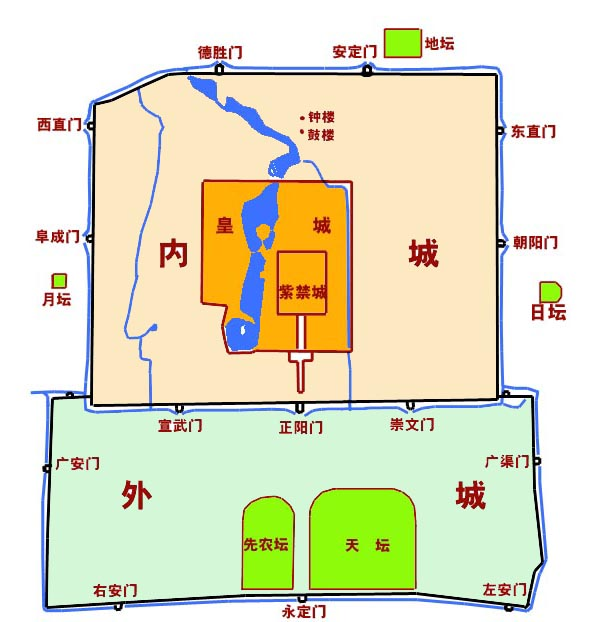
北京城池圖

嘉靖二十一年（1542年）正月，毛伯温还朝，仍理院事。边关数度有警，伯温请筑京师外城。十月，兵部尚书张瓒病卒，伯温代理其职。张瓒贪腐渎职，伯温上疏建言边防二十四事，整饬军纪，革除冗员。
次年二月，世宗南巡承天府。诏毛伯温总督宣、大、山西军务。不久，遴选宫僚，加兼太子宾客。大同管辖的镇边、镇川、弘赐、镇河、镇虏五堡，相距二百余里，距离蒙古营帐极近。此前，巡抚张文锦因筑堡招致兵乱，此后即无人再敢倡议重修。毛伯温道：“变所由生，以任用匪人，非建议谬也。”最终将五堡重新营建，募军三千防守。以此功，加太子少保。

### 削籍歸返
嘉靖二十三年（1544年）秋，顺天巡抚朱方以秋防结束为由请求撤兵。不久，蒙古入侵，直逼近畿。世宗震怒，总督翟鹏遣戍，朱方杖死。御史舒汀揭发，朱方仅仅建议撤蓟兵，而撤宣、大，则是毛伯温与职方郎韩最之罪。世宗于是削伯温籍，杖韩最八十，遣戍极边。毛伯温归里，二十四年六月一日后背发疽而卒，享年六十四。穆宗即位，厚赐抚恤。天启初年，追谥襄懋。

## 家族
曾祖父毛敘倫，贈兵部员外郎。祖父毛超，官广西府知府。父毛榮，举人，官浙江布政司经历。母楊氏，封宜人。弟伯洪、伯淳、伯滋、伯渊。

## 著作
毛伯溫工詩，有《毛襄懋集》18卷、《东塘诗集》10卷及《毛襄懋奏议》20卷。

## 评价
《明史》评价毛伯温“气宇沉毅，饮啖兼十人。临事决机，不动声色。”

## 其他
毛伯溫出征安南前，世宗親做詩相贈：
大將南征膽氣豪，腰懸秋水雁翎刀。
風吹金鼓山河動，電閃旌旗日月高。
天上麒麟原有種，穴中螻蟻莫能逃。
太平頒詔回轅日，親與將軍脫戰袍。

## 延伸阅读
[在维基数据编辑]
 《國朝獻徵錄·卷之三十九》，出自焦竑《國朝獻徵錄》
 《明史卷一百九十八》，出自《明史》
 在维基共享资源阅览影像
| 官衔          | 官衔                                                   | 官衔        |
| ------------- | ------------------------------------------------------ | ----------- |
| 前任： 張瓚   | 明朝兵部尚書 嘉靖十七年 （1538年）                     | 繼任： 張瓚 |
| 前任： 劉天和 | 明朝兵部尚書 嘉靖二十一年－二十三年 （1542年－1544年） | 繼任： 戴金 |